# Lijst van voetbalinterlands Indonesië - Vietnam
Deze lijst van voetbalinterlands is een overzicht van alle officiële voetbalwedstrijden tussen de nationale teams van Indonesië en (Noord-)Vietnam. De landen speelden tot op heden 33 keer tegen elkaar. De eerste ontmoeting, een vriendschappelijke wedstrijd, werd gespeeld in Jakarta op 30 april 1963. De laatste confrontatie, een groepswedstrijd  tijdens de Zuidoost-Azië Cup 2024, vond plaats op 15 december 2024 in Việt Trì.

## Wedstrijden
| №  | Plaats              | Datum             | Competitie                      | Wedstrijd                 | Uitslag |
| -- | ------------------- | ----------------- | ------------------------------- | ------------------------- | ------- |
| 1  | Jakarta             | 30 april 1963     | Vriendschappelijk               | Indonesië − Noord-Vietnam | 3 − 1   |
| 2  | Pyongyang           | 11 augustus 1965  | Vriendschappelijk               | Noord-Vietnam − Indonesië | 1 − 2   |
| 3  | Manilla             | 28 november 1991  | Zuidoost-Aziatische Spelen 1991 | Indonesië − Vietnam       | 1 − 0   |
| 4  | Doha                | 16 april 1993     | WK 1994 kwalificatie            | Vietnam − Indonesië       | 1 − 0   |
| 5  | Singapore           | 30 april 1993     | WK 1994 kwalificatie            | Indonesië − Vietnam       | 2 − 1   |
| 6  | Singapore           | 9 juni 1993       | Zuidoost-Aziatische Spelen 1993 | Indonesië − Vietnam       | 1 − 0   |
| 7  | Lamphun             | 12 december 1995  | Zuidoost-Aziatische Spelen 1995 | Indonesië − Vietnam       | 0 − 1   |
| 8  | Singapore           | 11 september 1996 | Zuidoost-Azië Cup 1996          | Indonesië − Vietnam       | 1 − 1   |
| 9  | Singapore           | 15 september 1996 | Zuidoost-Azië Cup 1996          | Vietnam − Indonesië       | 3 − 2   |
| 10 | Shah Alam           | 24 februari 1997  | Vriendschappelijk               | Vietnam − Indonesië       | 0 − 1   |
| 11 | Jakarta             | 8 oktober 1997    | Zuidoost-Aziatische Spelen 1997 | Indonesië − Vietnam       | 2 − 2   |
| 12 | Bandar Seri Begawan | 12 augustus 1999  | Zuidoost-Aziatische Spelen 1999 | Indonesië − Vietnam       | 0 − 1   |
| 13 | Bangkok             | 16 november 2000  | Zuidoost-Azië Cup 2000          | Vietnam − Indonesië       | 2 − 3   |
| 14 | Jakarta             | 21 december 2002  | Zuidoost-Azië Cup 2002          | Indonesië − Vietnam       | 2 − 2   |
| 15 | Hanoi               | 4 december 2004   | Zuidoost-Azië Cup 2004          | Vietnam − Indonesië       | 0 − 3   |
| 16 | Singapore           | 12 januari 2007   | Zuidoost-Azië Cup 2007          | Vietnam − Indonesië       | 1 − 1   |
| 17 | Surabaya            | 11 juni 2008      | Vriendschappelijk               | Indonesië − Vietnam       | 1 − 0   |
| 18 | Soerabaja           | 15 september 2012 | Vriendschappelijk               | Indonesië − Vietnam       | 0 − 0   |
| 19 | Hanoi               | 16 oktober 2012   | Vriendschappelijk               | Vietnam − Indonesië       | 0 − 0   |
| 20 | Hanoi               | 22 november 2014  | Zuidoost-Azië Cup 2014          | Vietnam − Indonesië       | 2 − 2   |
| 21 | Sleman              | 9 oktober 2016    | Vriendschappelijk               | Indonesië − Vietnam       | 2 − 2   |
| 22 | Hanoi               | 8 november 2016   | Vriendschappelijk               | Vietnam − Indonesië       | 3 − 2   |
| 23 | Bogor               | 3 december 2016   | Zuidoost-Azië Cup 2016          | Indonesië − Vietnam       | 2 − 1   |
| 24 | Hanoi               | 7 december 2016   | Zuidoost-Azië Cup 2016          | Vietnam − Indonesië       | 2 − 2   |
| 25 | Gianyar             | 15 oktober 2019   | WK 2022 kwalificatie            | Indonesië − Vietnam       | 1 − 3   |
| 26 | Dubai               | 7 juni 2021       | WK 2022 kwalificatie            | Vietnam − Indonesië       | 4 − 0   |
| 27 | Singapore           | 15 december 2021  | Zuidoost-Azië Cup 2020          | Indonesië − Vietnam       | 0 − 0   |
| 28 | Jakarta             | 6 januari 2023    | Zuidoost-Azië Cup 2022          | Indonesië − Vietnam       | 0 − 0   |
| 29 | Hanoi               | 9 januari 2023    | Zuidoost-Azië Cup 2022          | Vietnam − Indonesië       | 2 − 0   |
| 30 | Doha                | 19 januari 2024   | Azië Cup 2023                   | Vietnam − Indonesië       | 0 − 1   |
| 31 | Jakarta             | 21 maart 2024     | WK 2026 kwalificatie            | Indonesië − Vietnam       | 1 − 0   |
| 32 | Hanoi               | 26 maart 2024     | WK 2026 kwalificatie            | Vietnam − Indonesië       | 0 − 3   |
| 33 | Việt Trì            | 15 december 2024  | Zuidoost-Azië Cup 2024          | Vietnam − Indonesië       | 1 − 0   |

## Samenvatting
| Competitie                 | Totaal gespeeld | Winst Indonesië | Gelijk | Winst Vietnam | Doelsaldo Indonesië – Vietnam |
| -------------------------- | --------------- | --------------- | ------ | ------------- | ----------------------------- |
| WK-kwalificatie            | 6               | 3               | 0      | 3             | 7 − 9                         |
| Azië Cup                   | 1               | 1               | 0      | 0             | 1 − 0                         |
| Zuidoost-Azië Cup          | 13              | 3               | 7      | 3             | 18 − 17                       |
| Zuidoost-Aziatische Spelen | 5               | 2               | 1      | 2             | 4 − 4                         |
| Vriendschappelijk          | 8               | 4               | 3      | 1             | 11 − 7                        |
| Totaal                     | 33              | 13              | 11     | 9             | 41 − 37                       |

## Details

### Zeventiende ontmoeting
| Vriendschappelijk (Surabaya, Indonesië, 11 juni 2008): |       |         |
| Indonesië                                              | 1 – 0 | Vietnam |
| Bambang Pamungkas 12' (pen.)                           | goals |         |

### 25ste ontmoeting
| WK 2022 kwalificatie (Gianyar, Indonesië, 15 oktober 2019): |       |                                                              |
| Indonesië                                                   | 1 – 3 | Vietnam                                                      |
| Bachdim 84'                                                 | goals | 26' Đỗ Duy Mạnh 55' (pen.) Quế Ngọc Hải 61' Nguyễn Tiến Linh |

PSSI · 
Indonesisch vrouwenelftal
WK 1938
OS 1956
Afghanistan ·
Andorra ·
Argentinië ·
Australië ·
Bahrein ·
Bangladesh ·
Bhutan ·
Bosnië en Herzegovina ·
Brunei ·
Bulgarije ·
Burundi ·
Cambodja ·
Canada ·
China ·
Cuba ·
Curaçao ·
DDR ·
Denemarken ·
Dominicaanse Republiek ·
Egypte ·
Estland ·
Fiji ·
Filipijnen ·
Ghana ·
Guinee ·
Guyana ·
Hongarije ·
Hongkong ·
India ·
Irak ·
Iran ·
Jamaica ·
Japan ·
Jemen ·
Joegoslavië ·
Jordanië ·
Kameroen ·
Kenia ·
Kirgizië ·
Koeweit ·
Kroatië ·
Laos ·
Liberia ·
Libië ·
Liechtenstein ·
Litouwen ·
Malediven ·
Maleisië ·
Malta ·
Marokko ·
Mauritius ·
Moldavië ·
Myanmar ·
Nederland ·
Nepal ·
Nieuw-Zeeland ·
Nigeria ·
Noord-Korea ·
Oezbekistan ·
Oman ·
Oost-Timor ·
Pakistan ·
Palestina ·
Papoea-Nieuw-Guinea ·
Paraguay ·
Puerto Rico ·
Qatar ·
Saoedi-Arabië ·
Senegal ·
Singapore ·
Sri Lanka ·
Syrië ·
Taiwan ·
Tanzania ·
Thailand ·
Turkmenistan ·
Uruguay ·
Vanuatu ·
Verenigde Arabische Emiraten ·
Vietnam ·
Zimbabwe ·
Zuid-Jemen ·
Zuid-Korea ·
Zuid-Vietnam
VFF · 
A-internationals · 
Vietnamees vrouwenelftal
1991 – 1999 ·
2000 – 2009 ·
2010 – 2019 ·
2020 − 2029
Afghanistan ·
Albanië ·
Australië ·
Bahrein · 
Bangladesh · 
Bosnië en Herzegovina · 
Cambodja · 
China · 
Curaçao ·
Estland · 
Filipijnen · 
Guam · 
Guinee ·
Hongkong · 
India · 
Indonesië · 
Irak ·
Iran · 
Jamaica · 
Japan ·
Jemen · 
Jordanië ·
Kazachstan · 
Kirgizië ·
Koeweit · 
Laos · 
Libanon · 
Macau · 
Malediven · 
Maleisië · 
Mongolië · 
Mozambique ·
Myanmar · 
Nepal · 
Noord-Korea ·
Oezbekistan · 
Oman · 
Palestina ·
Qatar ·
Rusland ·
Saoedi-Arabië · 
Singapore · 
Sri Lanka · 
Syrië · 
Tadzjikistan · 
Taiwan · 
Thailand · 
Turkmenistan · 
Verenigde Arabische Emiraten · 
Zimbabwe · 
Zuid-Korea